# Alexander Meyer
Alexander Meyer, né le 13 avril 1991 à Bad Oldesloe, est un footballeur allemand, qui joue au poste de gardien de but au Borussia Dortmund.

## Biographie

### Débuts dans le Nord de l'Allemagne
Alexander Meyer commence le football en 1995 au VfL Oldesloe, qu'il quitte dix ans plus tard pour rejoindre le Hambourg SV. En 2009, il participe à un camp d'entraînement avec l’équipe professionnelle à Dubaï. Par la suite, il se blesse à une épaule qui le tient à l'écart des terrains durant onze mois, et ne décroche pas de contrat professionnel avec le HSV.

### Débuts en équipe première à Havelse
En 2012, après sept années passées à Hambourg, il rejoint le TSV Havelse en quatrième division. Dès sa première année au club, il se blesse à nouveau à l'épaule. Peu après son retour, on lui découvre des lésions cartilagineuses au genou. Au total, Meyer est absent durant une année. Il reste au total quatre saisons en Basse-Saxe, et gagne une place de titulaire après son retour de blessure.

### Passage à l'Energie Cottbus
En 2016, il rejoint l'Energie Cottbus, relégués en D4 après 19 saisons passées dans le monde professionnel. Tout comme à Havelse, il devient immédiatement titulaire et voit sa progression stoppée par une blessure au genou, en l’occurrence le déchirement d'un ligament interne. Le 13 août 2017, il s'illustre au cours d'une rencontre de Coupe d'Allemagne face au VfB Stuttgart. Son équipe, qui mène par deux buts à zéro, est rattrapée puis s'incline aux tirs au but, mais Meyer arrête tout de même un tir au but au cours de la séance et ses nombreux arrêts durant la rencontre sont remarqués par les Souabes.

### Échec et blessures à Stuttgart
En effet, le 30 août 2017, Meyer est choisi par Stuttgart pour remplacer Mitchell Langerak. Il signe un contrat de deux saisons contre une indemnité de 300 000 euros. Au cours de sa première saison au club, il est la doublure de Ron-Robert Zieler, et ne dispute que quatre matchs avec l'équipe réserve du club. À la mi-juillet 2018, il se déchire un ligament croisé du genou gauche et manque toute la saison,.

### Performances remarquées à Jahn Ratisbonne
En 2019, il rejoint le SSV Jahn Ratisbonne en deuxième division. Le 27 octobre 2019, il délivre une passe décisive sur corner dans le temps additionnel d'une rencontre face au FC Nuremberg pour arracher le match nul un partout. En trois saisons, il dispute 94 matchs de championnat et réalise 25 clean-sheets. Seul le gardien d'Heidenheim Kevin Müller fait mieux que lui sur cette période (100 matchs et 33 clean-sheets). Au cours de la saison 2020-2021, il permet à son équipe de remporter trois séances de tirs au but d’affilée en Coupe d'Allemagne, en repoussant cinq tentatives adverses, et son équipe accède aux quarts de finale.

### Découverte de la Bundesliga et de la Coupe d'Europe à Dortmund
En 2022, Meyer s'engage en faveur du Borussia Dortmund pour trois saisons. Il sera amené à être la doublure de Gregor Kobel après les départs de Marwin Hitz et de Roman Bürki. En raison de la blessure du titulaire au poste Gregor Kobel, il fait ses débuts avec les Borussen le 6 septembre 2022 en Ligue des champions face au FC Copenhague, et garde sa cage inviolée ce soir-là (victoire 3-0). Quatre jours plus tard, il dispute son premier match en Bundesliga dans le cadre d'une défaite 3-0 sur la pelouse du RB Leipzig.

### Vie personnelle
Alexander Meyer est un supporter du Hambourg SV.